# Petróniusz
A Petróniusz latin Petronius nemzetségnévből származik, ami vagy az etruszk petro, vagy a latin petra szóból ered, aminek a jelentése edzett férfi illetve kő.  Női párja: Petrónia.

## Gyakorisága
Az 1990-es években szórványos név, a 2000-es években nem szerepel a 100 leggyakoribb férfinév között.

## Névnapok
- május 31.[2]